# Enrico VII d'Inghilterra
Enrico Tudor (Pembroke, 28 gennaio 1457 – Richmond, 21 aprile 1509) fu, con il nome di Enrico VII, re d'Inghilterra e signore d'Irlanda dal 22 agosto 1485 fino alla sua morte.
Enrico era figlio di Edmondo Tudor, fratellastro di Enrico VI d'Inghilterra, e di Margaret Beaufort, discendente dei Lancaster. Figura principale della fase finale della guerra delle due rose, egli conquistò la corona alla battaglia di Bosworth Field sconfiggendo Riccardo III di York. La dinastia Tudor, da lui fondata, avrebbe governato l'Inghilterra per oltre un secolo, fino agli inizi del Seicento.
Tenace uomo politico (fu soprannominato il Salomone inglese), Enrico riuscì a procurare al suo paese un'influenza notevole nella politica europea, grazie soprattutto all'alleanza con la Spagna, stipulata attraverso il matrimonio del figlio Arturo con Caterina d'Aragona, figlia dei sovrani Ferdinando II d'Aragona e Isabella I di Castiglia. Celebre è anche la sua lotta contro la clientela nobiliare e l'arroganza dei magnati, durante la quale riuscì abilmente ad ottenere l'appoggio del Parlamento. Tale disputa si concluse con l'imposizione del rispetto delle leggi e con la creazione di un'amministrazione efficiente la quale però, nell'ultima fase del regno di Enrico, fu percepita come oppressiva ed esosa da parte dei sudditi, offuscando in tale modo il ricordo dei primi anni di governo e, di conseguenza, la memoria del fondatore della dinastia Tudor presso i posteri. Infine, Enrico VII fu il primo a comprendere i vantaggi politici e strategici dell'insularità dell'Inghilterra, favorendo i viaggi transoceanici e gettando le basi per il futuro sviluppo della Royal Navy.

## Biografia

### Il contesto storico: la guerra delle due rose
Le travagliate vicende che caratterizzarono la giovinezza di Enrico Tudor non si potrebbero comprendere se non si facesse, prima, un accenno veloce alla disastrosa situazione politica interna inglese verificatasi all'indomani del 1453, l'anno in cui si concluse la guerra dei cent'anni. L'Inghilterra, dagli anni trenta del XV secolo, cominciò lentamente a perdere i suoi possedimenti in terra di Francia, a causa, anche, delle continue faide interne tra i reggenti del piccolo Enrico VI (1422-1461). Quando questi poi raggiunse la maggiore età nel 1437, i membri della corte ne constatarono l'inettitudine al comando, handicap che favorì la corruzione e il crollo della stabilità politica, quest'ultima resa ancora più fragile a causa delle rivolte popolari e del ritorno dei soldati in patria, insoddisfatti e privi della paga. Nel 1453, per di più, Enrico VI ebbe la prima, grave crisi di schizofrenia che lo accompagnerà cronicamente fino alla fine dei suoi giorni, fattore che costrinse i membri del governo a nominare Riccardo Plantageneto, III duca di York, quale Lord Protector del regno. Riccardo di York, acerrimo nemico della volitiva regina Margherita, approfittò della debolezza mentale di Enrico VI per proclamarsi legittimo erede al trono d'Inghilterra, in quanto discendente più prossimo di Edoardo III (1327-1377) di quanto lo fossero i Lancaster. Nel 1455, pertanto, scoppiò la violenta guerra delle due rose, che però non venne così chiamata fino al XVIII secolo. Infatti se la Rosa Bianca fu un simbolo degli York, quella Rossa non lo fu mai dei Lancaster.

### Il legame di Enrico con i Lancaster
Enrico nacque al castello di Pembroke, nel Galles, il 28 gennaio 1457 da Margaret Beaufort e da Edmondo Tudor che morì pochi mesi prima della sua nascita. I suoi nonni paterni erano Owen Tudor e Caterina di Valois, la quale aveva seduto sul trono di regina come moglie di Enrico V d'Inghilterra. La famiglia di Owen era originaria di Anglesey ed egli era arrivato a corte come paggio di Walter Hungerford, I barone Hungerford, con il quale visse le vicende belliche inglesi in Francia. Si dice che, dopo essere rimasta vedova, Caterina abbia sposato segretamente Owen, sebbene quest'indiscrezione non sia documentata da alcuna fonte scritta: in ogni caso Edmondo fu creato conte di Richmond nel 1452 e dichiarato legittimo dal fratellastro Enrico VI.

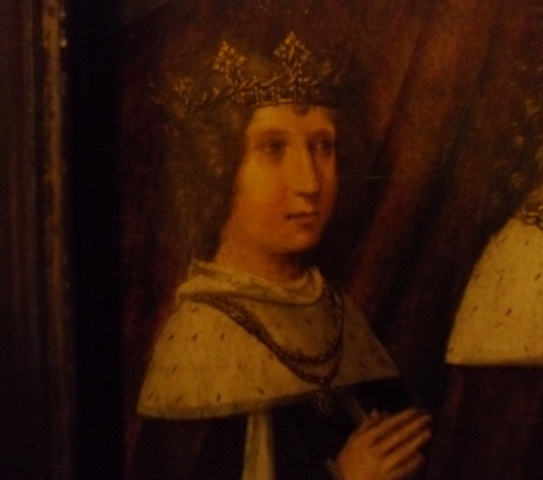
Edmondo Tudor, il padre che Enrico Tudor non conobbe mai a causa della sua prematura scomparsa

Le pretese che Enrico poteva vantare al trono venivano dalla madre, Margaret. Ella era infatti parte della famiglia Beaufort ed era la bisnipote di Giovanni Plantageneto, terzogenito di Edoardo III d'Inghilterra, attraverso uno dei figli che aveva avuto dall'amante, e poi moglie, Katherine Swynford. Le pretese di Enrico alla corona erano comunque tenui: le basi della sua legittimità erano una donna e una discendenza illegittima, mentre i castigliani potevano vantare dei diritti più solidi di quelli vantati dal Tudor. Giovanni, infatti, si era sposato in seconde nozze con Costanza di Castiglia e da lei aveva avuto una figlia, Caterina di Lancaster, la quale poi aveva sposato il cugino Enrico III di Castiglia. Caterina poteva reclamare il trono per il figlio Giovanni sulla base di una prole nata da un legittimo matrimonio e non entro una relazione adulterina successivamente legalizzata. Fu infatti Riccardo II d'Inghilterra che legittimò i fratellastri con una lettera patente nel 1397 e dieci anni dopo tale decisione fu riconfermata da Enrico IV d'Inghilterra, che succedette al cugino Riccardo, il quale specificò però che non potevano vantare alcuna pretesa al trono. Questa clausola era di dubbia legalità dal momento che i Beaufort erano stati legalizzati da un atto del Parlamento, ma la posizione di Enrico Tudor, in prospettiva, ne usciva di sicuro indebolita.

### La giovinezza di Enrico (1457-1483)
Quando Enrico nacque la guerra delle due rose era scoppiata da poco e suo padre era già morto: Edmondo morì presso il castello di Carmarthen tre mesi prima della nascita del figlio a causa di una pestilenza, lasciando una vedova adolescente. Di Margaret — la quale due mesi dopo si risposò con Henry Stafford — e di Enrico si prese cura il fratello di Edmondo, Jasper Tudor, il quale l'affidò alla cura di Andreas Scotus, pedagogo che si accorse della pronta intelligenza del ragazzo. Quando però gli yorkisti nel 1461 presero il potere e al trono salì Edoardo IV d'Inghilterra, Jasper dovette fuggire in Bretagna. Il castello di Pembroke e il contado andarono quindi a William Herbert, I conte di Pembroke (1423 circa-27 luglio 1469) e Margaret ed Enrico dovettero rimanere con lui. Le sorti si capovolsero nel 1469 quando Richard Neville, XVI conte di Warwick, tradì gli yorkisti passando ai lancasteriani. Il 26 luglio Warwick e Herbert si scontrarono nella battaglia di Edgecote Moor; la battaglia volse a favore dei Lancaster e Herbert fu preso e giustiziato. L'anno seguente, con Enrico VI di nuovo sul trono, Jasper poté tornare in patria e andò a corte insieme con la cognata e il nipote. Qui, secondo la tradizione narrata nell'Enrico VI di Shakespeare, il re Lancaster, vedendo il giovane conte di Pembroke, proferì:
(Gairdner, p. 69)
La pace durò poco: l'anno seguente, nel 1471, Edoardo IV tornò con un imponente esercito e i lancasteriani vennero battuti. Jasper tornò in Bretagna con Enrico, che ormai era considerato una minaccia perché pretendente al trono per i Lancaster, mentre Margaret dovette rimanere in Inghilterra e venne fatta sposare, nel 1472, con Thomas Stanley, I conte di Derby di provata fede yorkista. All'alba del 1471 Enrico era comunque l'unico esponente maschile dei Lancaster che era rimasto, dato che Enrico VI era stato assassinato nella Torre di Londra nel medesimo anno e che suo figlio Edoardo di Lancaster era morto nella battaglia di Tewkesbury, combattuta nel maggio dello stesso anno. A partire dal 1471 fino al 1485, quindi, il giovane Enrico e lo zio Jasper vissero alla corte del duca Francesco II di Bretagna, ove il giovane poté raffinare la propria educazione e fare apprendistato politico-militare. Le offese lanciategli da Edoardo IV — the imp, cioè "il piccolo demonio"; the only one left of Henry's VI brood, cioè "l'unico rimasto della nidiata di Enrico VI" — erano le uniche armi rimaste al sovrano che potevano colpire il giovane rivale.

### Dalla Bretagna a Bosworth Field: l'ascesa al trono (1483-1485)

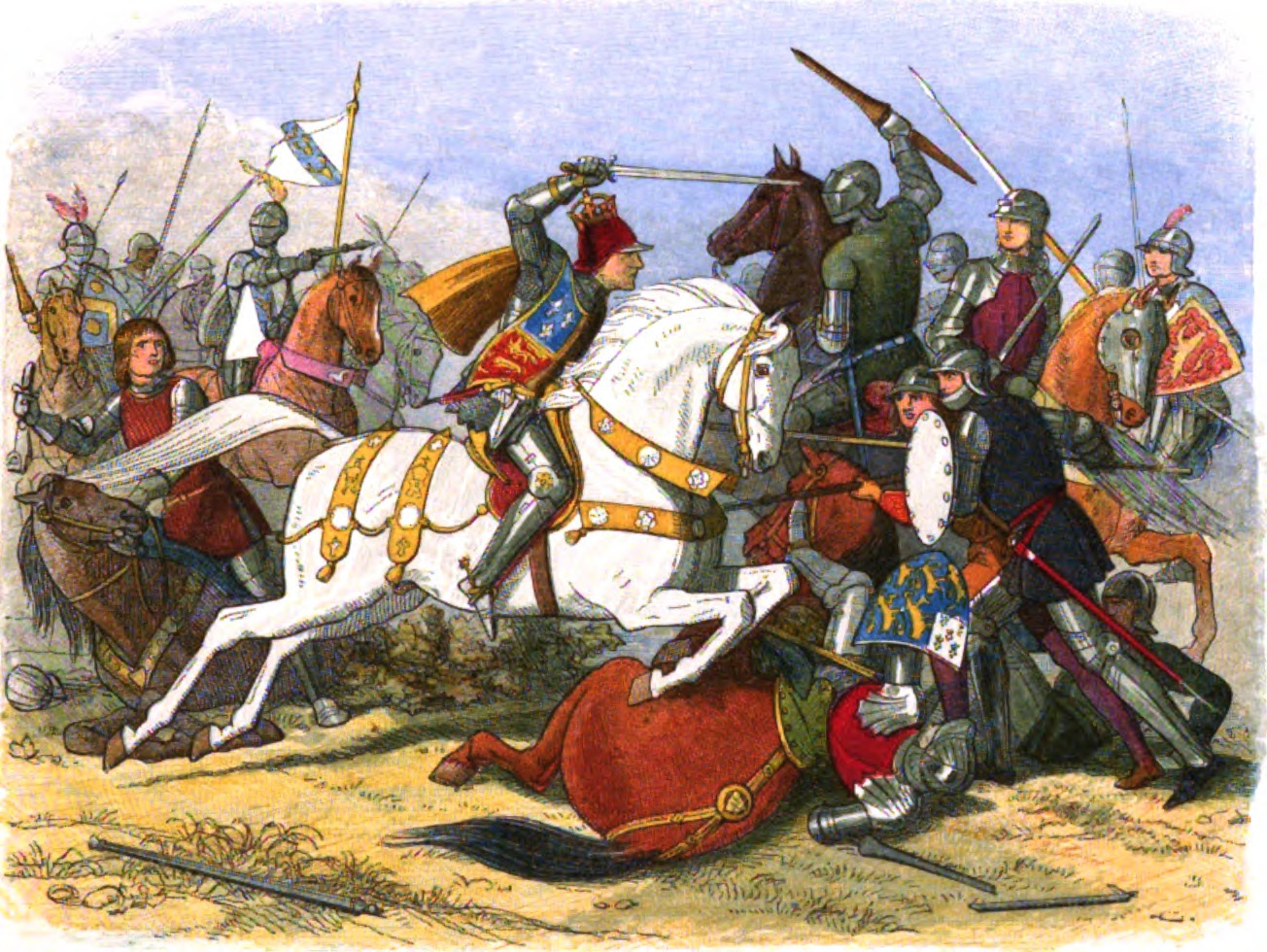
Incisione medievale della battaglia di Bosworth Field, vinta da Enrico VII grazie anche al tradimento di buona parte dell'aristocrazia yorkista

#### La prima spedizione
ll giorno di Natale del 1483 Enrico, ormai ventiseienne, s'impegnò presso la cattedrale di Rennes a sposare Elisabetta di York, unica erede di Edoardo IV, dal momento che i suoi fratelli maschi, i principi nella Torre, erano probabilmente morti. Il matrimonio, se mai fosse avvenuto, avrebbe unito gli York e i Lancaster. Dopo questo impegno Enrico ricevette l'omaggio di tutti i suoi sostenitori. Per conquistare un trono occorrevano uomini, denaro e mezzi e dopo aver ottenuto i primi ottenne anche i secondi per mano di Francesco II di Bretagna. Enrico tentò di attraccare sulle coste inglesi, ma il piano si risolse in un enorme insuccesso. Il piano portò anche alla morte di Henry Stafford, II duca di Buckingham, uno dei più grandi sostenitori che aveva in patria, che venne scoperto quale traditore e giustiziato. Dopo la morte di Edoardo IV, al trono era salito suo fratello Riccardo III d'Inghilterra che, d'accordo con il primo ministro di Francesco II, Pierre Landais (1430-1485), tentò di far estradare Jasper ed Enrico per poterli arrestare e giustiziare. Il piano però fallì perché essi fuggirono in Francia, avvisati dal presule inglese John Morton di quello che stava accadendo.

#### La spedizione del 1485 e la vittoria di Bosworth Field

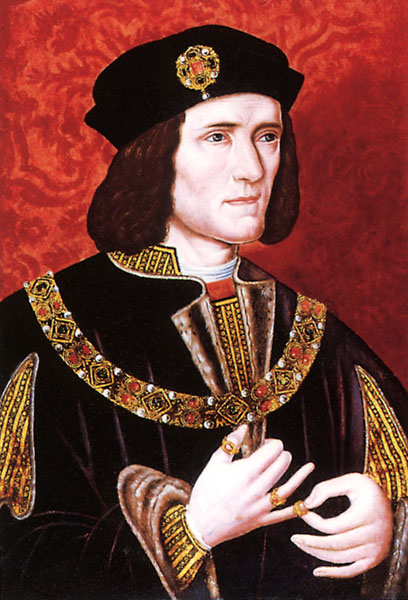
Riccardo III d'Inghilterra (1483-1485), ultimo sovrano yorkista. Fu battuto e ucciso nella battaglia di Bosworth Field

I francesi li accolsero con calore e li rifornirono dei mezzi necessari per una spedizione militare, tra cui un piccolo contingente di francesi, guidato da Philibert de Chandée, scozzesi e 400 inglesi insofferenti verso il governo del nuovo re Riccardo III; questi ultimi furono posti sotto il comando di Richard Guildford. È curioso sottolineare il sostegno militare francese ad un pretendente alla corona inglese: gli storici hanno ipotizzato che Carlo VIII di Francia, sostenendo il candidato dei Lancaster al trono di Inghilterra, suscitasse ulteriori diatribe interne al reame anglico, permettendo così alla Francia di concentrarsi sull'acquisizione della Bretagna. Grazie a questi aiuti Enrico e lo zio partirono da Honfleur il 1º agosto e attraccarono il 7 dello stesso mese a Milford Haven, nel Pembrokeshire, terra natia della famiglia Tudor. Ivi Enrico baciò il suolo patrio esclamando:

Primo stendardo di Enrico VII

Accompagnati da John de Vere, XIII conte di Oxford, i due Tudor marciarono verso l'Inghilterra, raccogliendo lungo la marcia un notevole supporto di volontari che rimpolparono l'esercito di Enrico di circa 5 000 uomini. Se da parte di madre Enrico era inglese, suo padre era legato al Galles, suo nonno era di una famiglia di Anglesey che sosteneva di discendere da Cadwaladr Fendigaid ap Cadwallon e in almeno un'occasione Enrico usò il suo drago rosso come vessillo. La sua ascendenza gallese fece sì che, al momento di combattere, Enrico potesse ottenere un sostegno militare aggiuntivo e garantirsi una sorta di lasciapassare che gli permise di attraversare il Galles e arrivare a Market Bosworth. Enrico sapeva che per vincere doveva attaccare e mettere sotto assedio Riccardo il più velocemente possibile prima che egli ricevesse rinforzi dal Nottinghamshire e da Leicester; Riccardo dal canto suo sapeva di dover evitare a ogni costo di essere ucciso. I due eserciti si incontrarono presso Bosworth Field il 22 agosto 1485 e gli yorkisti, benché più numerosi, furono sconfitti, a causa del tradimento di alcuni dei più fedeli alleati di Riccardo come Henry Percy, IV conte di Northumberland, William Stanley (1435 circa-10 febbraio 1495) e Thomas Stanley, I conte di Derby. Nella battaglia Riccardo rimase ucciso ed Enrico divenne re.

### La prima fase di regno (1485-1500)

#### La legittimazione della conquista del trono
Incoronato nell'Abbazia di Westminster il 30 ottobre 1485, Enrico si occupò per prima cosa di rafforzare la sua posizione al trono, dal momento che, in definitiva, il suo lignaggio reale risaliva a Edoardo III d'Inghilterra e a suo figlio Giovanni Plantageneto, I duca di Lancaster, morti ormai da circa un secolo. Il 18 gennaio 1486 tenne fede al proprio impegno e sposò presso l'Abbazia di Westminster Elisabetta di York, che era sua terza cugina discendendo anch'ella da Giovanni attraverso uno dei suoi numerosi figli. Il matrimonio venne fatto senz'altro in segno di pacificazione, ma anche perché i loro figli avrebbero potuto ereditare il trono senza problemi avendo due genitori che discendevano dalle famiglie che avevano regnato, a intermittenza, per l'ultimo secolo. L'unione fu suggellata simbolicamente anche dalla creazione della rosa dei Tudor che univa in sé il bianco degli York e il rosso dei Lancaster. Poco dopo Enrico chiese e ottenne dal Parlamento la revoca del Titulus Regius, decreto voluto da Riccardo III che dichiarava illegittimi i figli di Edoardo IV e della moglie Elisabetta Woodville perché il loro matrimonio non era stato valido.
Un altro provvedimento fu di rendere retroattiva a Bosworth la sua "nomina" a re: in questo modo tutti coloro che avevano combattuto per Riccardo potevano essere arrestati per tradimento ed Enrico poté confiscare legalmente tutte le proprietà che erano appartenute al precedente sovrano e incamerarle per sé. In alcuni casi si dimostrò comunque magnanimo, graziò l'erede di Riccardo, John de la Pole, I conte di Lincoln, e creò Margaret Pole Contessa di Salisbury. Enrico non convocò il Parlamento se non dopo la sua incoronazione e subito dopo emanò un editto secondo il quale chiunque gli avesse giurato fedeltà avrebbe potuto ritenersi al sicuro da ogni rappresaglia sulla propria persona o sulle sue proprietà. Uno degli altri metodi usati per tenere al sicuro la corona fu quello di privare i nobili di buona parte del loro potere, agendo specialmente contro la pratica ampiamente diffusa fra i feudatari di avere un grande numero di "riservisti" che indossavano le insegne del nobile in questione andando a formare, di fatto, un esercito privato. A consolidare ulteriormente la posizione del re Tudor, papa Innocenzo VIII emanò una bolla nel 1486 con la quale considerò legittima la conquista di Enrico VII del trono inglese.

#### Le ribellioni di Simnel e Warbeck e la breve campagna francese
Il regno di Enrico non fu esente da critiche e malumori, e il sovrano dovette affrontare diverse ribellioni. La prima, ricordata come la Stafford and Lovell Rebellion, sorse nel 1486 e collassò prima che si cominciasse a combattere sul serio. Nel 1487 gli yorkisti superstiti si raccolsero sotto la bandiera di Lambert Simnel, marionetta nelle mani degli avversari di Enrico VII (tra cui vi era il recidivo John de la Pole), che pretendeva di essere Edoardo, conte di Warwick, figlio di Giorgio, duca di Clarence, ancora languente nelle prigioni della Torre di Londra. Il re affrontò i ribelli — supportati dagli irlandesi — il 16 giugno nella battaglia di Stoke Field, sconfiggendoli. John de la Pole fu ucciso nella battaglia, mentre Simnel, per la sua giovane età, non fu giustiziato e finì a lavorare nelle cucine reali.

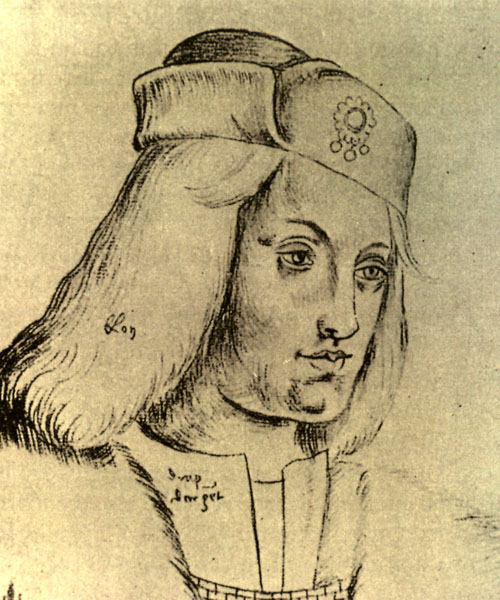
Perkin Warbeck fu uno dei principali oppositori di Enrico quale re d'Inghilterra

Secondo stendardo di Enrico VII, con sopra il Levriere bianco di Richmond

Nel 1490 fu un altro pretendente, Perkin Warbeck, a guidare una rivolta. Warbeck si era guadagnato l'appoggio di Margherita di York, sorella di Edoardo IV, convincendola di essere suo nipote Riccardo scampato miracolosamente alla prigionia della Torre. Warbeck, autoproclamatosi re con il nome di Riccardo IV provò a sollevare gli irlandesi nel 1491 e l'Inghilterra nel 1495; infine l'anno seguente convinse Giacomo IV di Scozia a tentare la stessa impresa. La ribellione di Warbeck fu più duratura di quella di Simnel, grazie anche al supporto delle potenze politiche straniere di Francia e Scozia. Ciò nonostante anche Warbeck fu destinato ad una morte violenta: nell'agosto del 1497 Warbeck sbarcò in Cornovaglia con un pugno di uomini e, sconfitto a Taunton da Giles Daubeney, fu catturato e giustiziato nella Torre di Londra nel 1499.
Tra le ribellioni di Simnel e Warbeck, Enrico si impegnò, unica volta nel suo ventennale regno, in un'impresa bellica sul suolo francese: la difesa del Ducato di Bretagna. Patria d'elezione del sovrano Tudor, come testimoniato dalle vicende giovanili, la Bretagna era agognata dal sovrano francese Carlo VIII di Valois, il quale intendeva impossessarsi del ducato completando l'opera di riunificazione del territorio francese già compiuta dai suoi predecessori; Enrico intendeva invece mantenere la penisola bretone nell'area di influenza inglese, dapprima nel 1489 con la firma del trattato di Redon, con cui il sovrano si impegnava ad inviare 6 000 soldati inglesi a combattere al fianco dei bretoni, e infine prevenendo il progetto di matrimonio tra Carlo e l'ereditiera al ducato, Anna di Bretagna. Si giunse così a una guerra che portò a una serie di sporadiche azioni militari (assedio di Boulogne da parte di Enrico nell'ottobre del 1492) che si conclusero colla pace di Étaples, del 3 novembre 1492, in seguito alla quale Enrico avrebbe abbandonato ogni pretesa sulla Bretagna mentre Carlo avrebbe rinnegato le pretese di Warbeck al trono inglese, pagando inoltre un'indennità di 50 000 sterline all'Inghilterra.

#### La politica interna e le riforme amministrative

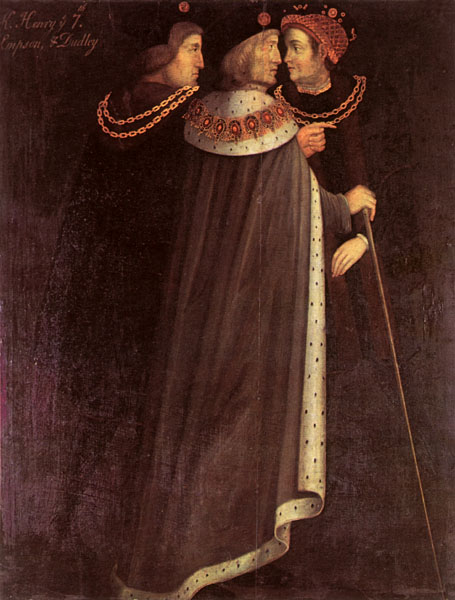
Enrico VII (al centro) con due dei suoi principali consiglieri: Richard Empson (a sinistra) ed Edmond Dudley (a destra)

Il capolavoro di Enrico consistette, comunque, nell'abilità con cui amministrò gli affari interni del regno, determinando una vera e propria centralizzazione del potere reale a discapito di quello nobiliare. Enrico promosse, in primo luogo, un sistema meritocratico al servizio della Corona, ponendo ai vertici delle istituzioni politiche e militari uomini fedeli ai Tudor: Reynold Bray, Richard Empson ed Edmund Dudley occuparono il rango di consiglieri del sovrano, esercitando una notevole influenza, mentre John Morton (l'ecclesiastico che salvò la vita ad Enrico e allo zio Jasper) divenne cancelliere reale e arcivescovo di Canterbury. Era necessario, però, che questo nuovo ceto politico espletasse le sue funzioni in un nuovo organo esecutivo: a tale proposito, Enrico istituì la Star Chamber, un apposito tribunale con la facoltà di imporre anche alle fazioni aristocratiche il rispetto della legge, e, coerentemente con queste operazioni, il re espulse dal consiglio regio (di cui si servì molto, al contrario di quanto fece con il parlamento) tutti i nobili senza meriti di fedeltà e competenza. Questo vero e proprio consiglio reale funzionò anche dopo la morte di Enrico: il cardinale Wolsey guidò la politica inglese nei primi vent'anni di regno di Enrico VIII, fino alla sua caduta nel 1529.
Oltre al supporto dei suoi consiglieri Enrico VII poteva contare su quello della madre, che rivestì un'importanza pressoché indiscutibile. Donna colta, austera e di rigidi costumi, Margaret Beaufort aveva un altissimo senso della dignità regale, surclassando la nuora Elisabetta nei compiti di rappresentanza ufficiali ed Enrico si appoggiò frequentemente a lei sia in questioni di carattere politico, sia in campo domestico, come testimoniato dal fatto che in seguito alla nascita dei nipoti, Margaret ebbe il controllo della nursery. Inoltre, a segnalare il suo ruolo, a partire dal 1499 cominciò a firmarsi Margaret R., dove quella "R" finale starebbe a significare il vocabolo latino "regina".

#### L'accorta politica commerciale

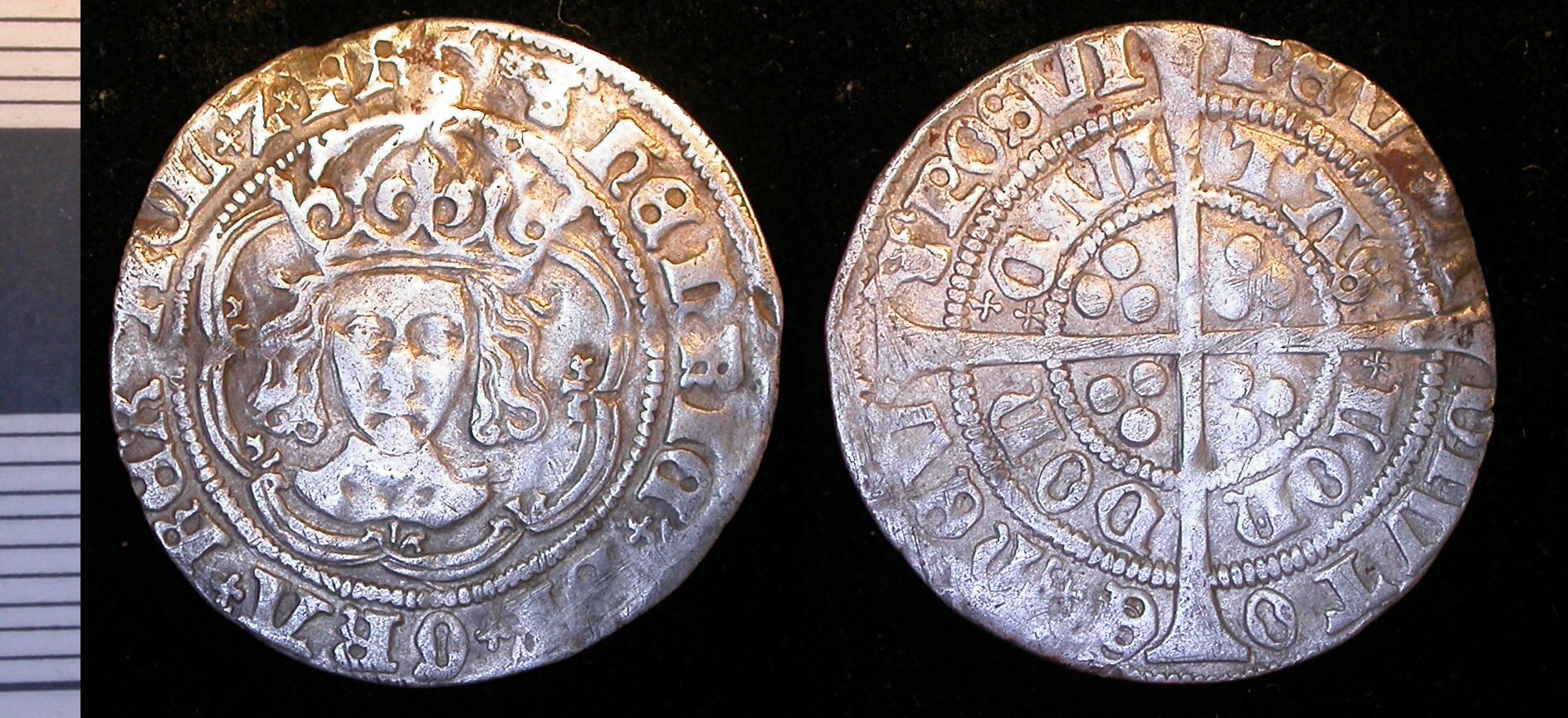
Groat d'argento dell'epoca di Enrico VII

In campo commerciale Enrico VII cercò di proteggere i manufatti inglesi dall'agguerrita politica commerciale delle altre nazioni europee, intraprendendo una politica mercantilistica. Da secoli, infatti, l'Inghilterra esportava nelle Fiandre la lana per potere essere lavorata nelle industrie manifatturiere. Dopo avere raggiunto un grande periodo di prosperità economica nel XIII/XIV secolo, i commerci inglesi declinarono nel corso dell'ultima fase della guerra dei cent'anni, quando i rapporti tra Inghilterra e Borgogna — che controllava appunto le Fiandre — si ruppero. La guerra delle due rose, poi, determinò un periodo di instabilità politica che si ripercosse anche sui commerci esteri. Quando Enrico ascese al trono nel 1485, si adoperò perché i commerci potessero prosperare e far uscire così il Regno dalla spirale di recessione economica in cui era caduto. Grazie a un'accorta serie di trattative, Enrico stipulò nel 1496 con le città fiamminghe l'Intercursus Magnus (chiamato dai fiamminghi Intercursus malus per le clausole preponderatamente favorevoli agli inglesi), con il quale garantiva un riallacciamento dei rapporti mercantili.

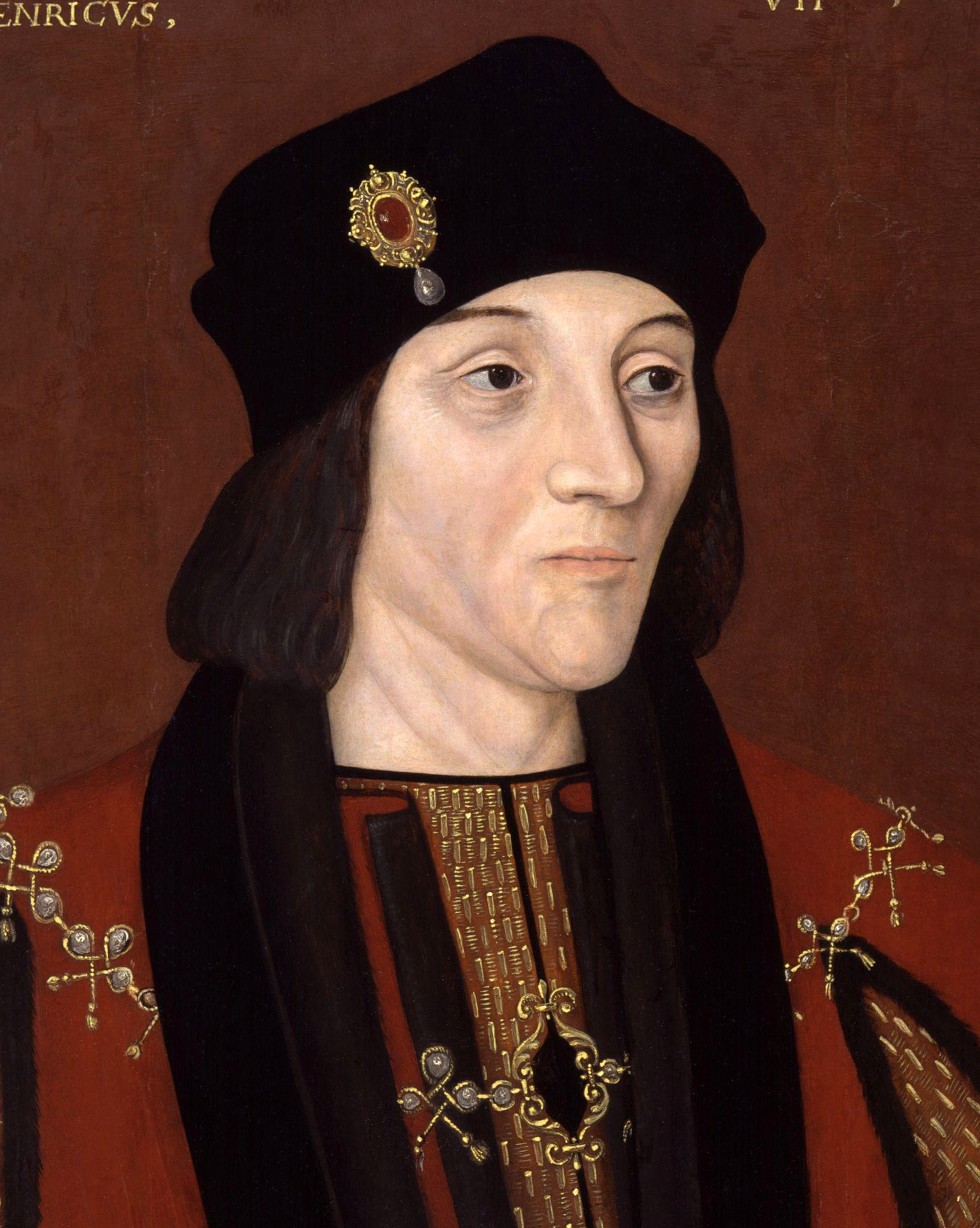
Ritratto di Enrico VII dalla National Portrait Gallery

Nel 1486 seguì un accordo commerciale con la Francia, in base al quale venivano annullate tutte le restrizioni in campo commerciale frutto ancora degli antichi dissidi politico-militari dovuti alla guerra dei cent'anni. Enrico era inoltre intenzionato a espandere l'area d'influenza inglese nella penisola italiana, cercando di stabilire ottimi rapporti con la Repubblica di Firenze, governata all'epoca dai Medici. Le motivazioni per cui gli occhi del sovrano caddero proprio su Firenze erano essenzialmente due: il primo era legato al fatto che la lana inglese era particolarmente pregiata, e i fiorentini amavano i preziosi tessuti realizzati con quest'ultima — da qui il trattato del 1490 con cui la lana inglese aveva dei particolari sgravi commerciali per essere importata nel porto di Pisa —; il secondo era perché Enrico aveva bisogno di un interlocutore commerciale abbastanza potente per contrastare il predominio commerciale di Venezia. Questa politica portò sì a un rafforzamento dei legami tra Londra e Firenze, ma comportò anche un deterioramento dei legami commerciali con la Serenissima che danneggiarono in parte l'economia inglese. Infine nel 1490 Enrico firmò un accordo commerciale con la Danimarca per la pesca nelle acque islandesi.

#### Il caso Irlanda
L'Irlanda parteggiò attivamente per tutta la guerra delle due rose a favore del partito yorkista. Saggiamente, il sovrano Tudor non si vendicò degli isolani e non cercò neanche di imporre attivamente un esercizio diretto sull'Isola, dal momento che essa era divisa in clan tra i quali primeggiavano i Geraldine e i Butler e soltanto l'area circostante Dublino (The Pale) era sotto il diretto controllo degli inglesi. Pertanto, Enrico si limitò ad autoproclamarsi Signore d'Irlanda e a nominare un luogotenente tra i membri delle due famiglie già citate. Nel corso della rivolta di Warbeck, però, quando questi trovò negli irlandesi degli alleati, Enrico cercò di sbarazzarsi dei fastidiosi clan irlandesi e di imporre un governo centralizzato sull'isola, guidato de jure dal futuro Enrico VIII, ma gestito da sir Edward Poynings. Questi cercò di far passare il 1º dicembre 1494 a Drogheda la Poynings' Law, con cui l'Irlanda doveva essere posta giuridicamente sotto il controllo del re inglese. I costi per il mantenimento di un parlamento irlandese, però, risultarono troppo elevati, e pertanto Enrico VII ritornò al vecchio sistema. Sarà infine il figlio Enrico VIII, nel 1541, a farsi proclamare Re d'Irlanda e a unificare ulteriormente l'isola di smeraldo all'Inghilterra.

#### Le spedizioni di Giovanni e Sebastiano Caboto (1495-1498)

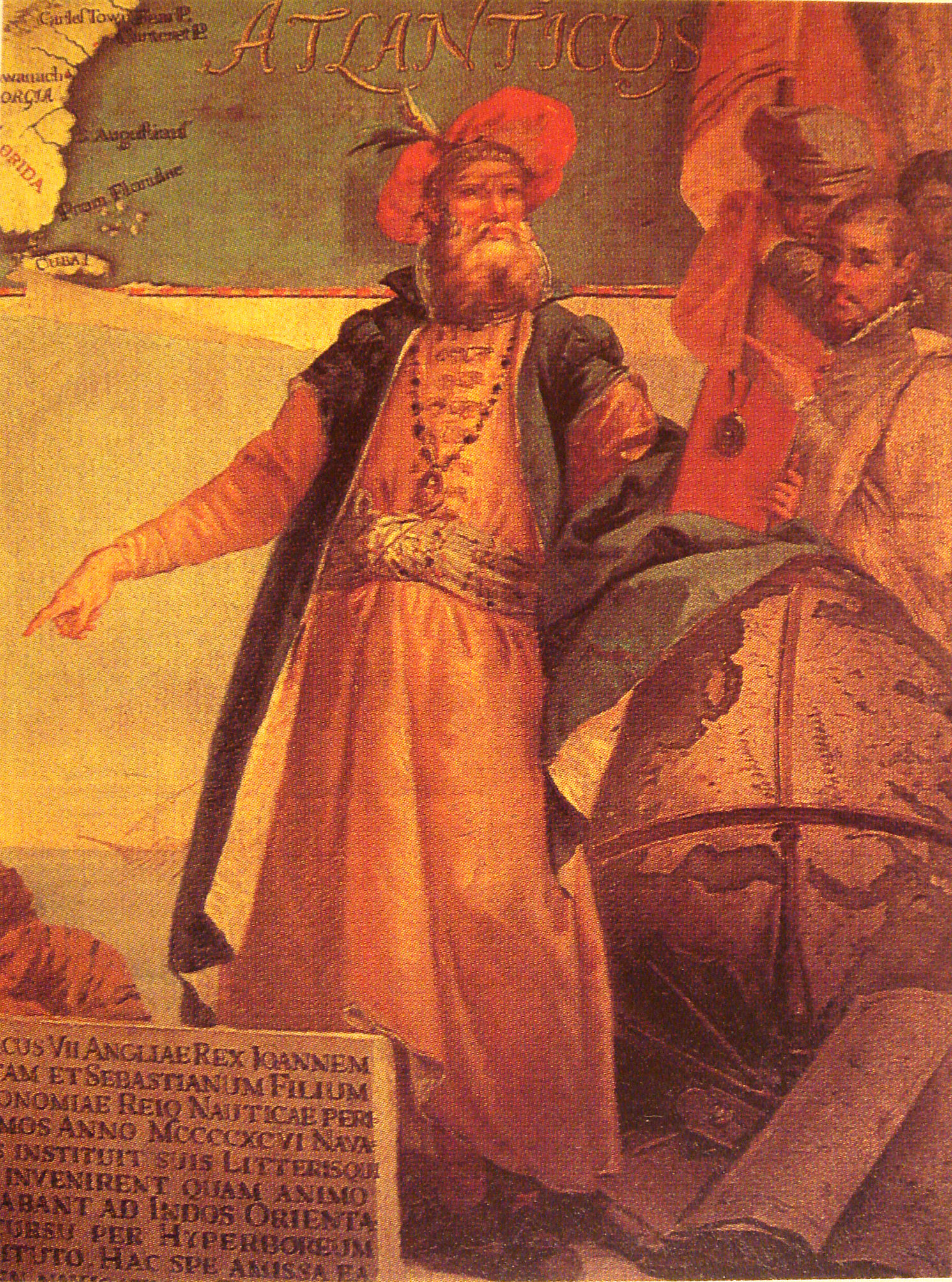
Giovanni Caboto

Enrico VII, come detto, rivolse gran parte della propria attenzione al rafforzamento dell'economia inglese, specialmente nell'ambito del commercio marittimo; per perseguire tale obiettivo decise di gettare le basi per la creazione di una potente flotta. Le motivazioni, però, erano anche di carattere strategico: l'Inghilterra era debole militarmente e aveva bisogno di difendersi da eventuali invasioni. Pertanto il re creò nel 1495 il primo bacino di carenaggio a Portsmouth, gettando le basi per lo sviluppo della Royal Navy, sebbene sotto il suo regno furono costruite solo due caracche di dimensioni da nave oceanica, la Regent e la Sovereign, e la marina possedeva ancora solo una base provvisoria, da mobilitare solo in tempo di guerra con l'unico scopo di trasportare l'esercito sul continente e non di esercitare un reale potere navale. I suoi sforzi in questo senso vennero successivamente capitalizzati dal figlio Enrico VIII.
Enrico inoltre provava una forte attrazione per i recenti viaggi oceanici compiuti prima da Vasco da Gama e poi da Cristoforo Colombo. Decise pertanto di sostenere le idee dell'esploratore veneziano Giovanni Caboto, convinto assertore del fatto che Colombo non avesse trovato la rotta verso le Indie occidentali. Con delle lettere patenti datate 5 aprile 1496, Enrico diede il proprio sostegno a Caboto, il quale partì da Bristol ai primi di maggio e facendo vela verso Occidente. In questo primo viaggio, Caboto scoprì Terranova (o il Labrador), prendendone possesso in nome dell'Inghilterra. Ritornato nell'agosto a Bristol, Caboto fu osannato dalla folla e celebrato dallo stesso sovrano il quale, entusiasta, finanziò una seconda spedizione (sempre da Bristol, estate del 1498) della quale fu però protagonista il figlio di Giovanni, Sebastiano Caboto. Se del primo non si è più saputo nulla, del secondo sappiamo che compì delle esplorazioni ulteriori lungo le coste dell'America del Nord. La spedizione, però, non portò ai risultati sperati da Enrico — il quale intendeva appunto raggiungere il Cipango tanto agognato da Colombo — e, dopo il ritorno della spedizione guidata da Sebastiano, decise di accantonare ulteriori progetti di spedizione.

### Gli ultimi anni (1500-1509)

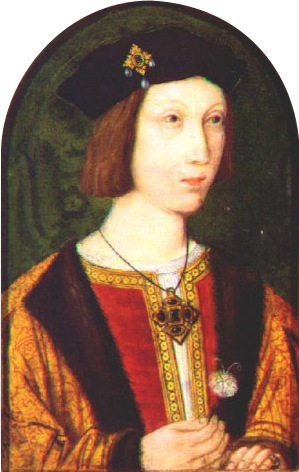
Ritratto del Principe del Galles, Arturo. Figlio prediletto di Enrico VII, morì pochi mesi dopo il suo matrimonio con Caterina d'Aragona, aprendo di fatto la strada al fratello minore, il futuro Enrico VIII

#### La politica estera

Quarto stendardo di Enrico VII, con sopra oltre al drago rosso di Galles, anche le rose bianche di York

Dopo avere eliminato gli usurpatori del suo trono Enrico poté procedere con tutta tranquillità con la creazione di solide alleanze in politica estera. Enrico VII era convinto che il debole regno inglese potesse sopravvivere solo tramite una fitta rete di matrimoni combinati con i grandi reami del continente, in primis la Francia e poi il neonato Regno di Spagna.
Dopo la parentesi bellica con la Francia di Carlo VIII, Enrico mantenne una politica neutrale nei confronti del suo successore, Luigi XII (1498-1515), non intromettendosi nelle feroci guerre italiane condotte dal monarca. Decise quindi di dare in sposa la quintogenita Maria al nuovo re di Francia, ormai cinquantatreenne, del quale Enrico temeva la potenza militare, mentre per assicurarsi la pace ai confini settentrionali, fece sposare la figlia Margherita con il re di Scozia Giacomo IV (1503), sperando così di rompere la Auld Alliance vigente fin dal XIV secolo tra Scozia e Francia: per sancire maggior solennità all'accordo, Enrico fece intervenire anche il papa Alessandro VI quale mediatore e testimone della pace perpetua fra i due Paesi. Inoltre, per evitare che ribelli o pretendenti al trono inglese trovassero rifugio presso nazioni straniere confinanti (com'era avvenuto nel caso di Werbeck che trovò rifugio in Francia), Enrico VII stipulò un accordo, il 20 giugno 1502, con Massimiliano d'Asburgo, nel quale si stabiliva che l'imperatore non avrebbe dato asilo a personalità ostili al monarca inglese, ricevendo in cambio sussidi per la crociata contro i turchi.
Il vero capolavoro della politica estera di Enrico fu però il matrimonio tra il figlio primogenito Arturo con la principessa spagnola Caterina d'Aragona, nell'anno 1501 (i primi rapporti amichevoli con la Spagna furono stabiliti in occasione del trattato di Medina del Campo, nel 1489). Quando però Arturo, già di costituzione fragile, morì il 2 aprile del 1502 — lutto che prostrò notevolmente l'animo del sovrano, in quanto il suo primogenito era considerato il suo figlio prediletto —, Enrico decise di ripiegare sul secondogenito Enrico, ma le lungaggini delle trattative - unite anche ad alcuni problemi di dote - e l'iniziale volontà da parte del sovrano Tudor stesso di impalmare Caterina impedirono l'unione tra i due, la quale si realizzò solo dopo l'ascesa del giovane principe al trono come re Enrico VIII, nel 1509. Al contrario, però, Enrico VII cercò di concentrare le attenzioni diplomatiche su un suo matrimonio con la vedova di Filippo il Bello, Giovanna, figlia di Ferdinando e Isabella. Il re spagnolo, però, temendo che il sovrano inglese volesse esercitare un effettivo dominio sul Regno di Castiglia, negò il consenso alle nozze. Sempre desideroso di inserirsi nella politica europea, il sovrano Tudor cercò di convolare a nozze con la figlia dell'imperatore Massimiliano, Margherita, nel tentativo di ottenere l'influenza sulle ricche regioni fiamminghe.

#### La politica fiscale

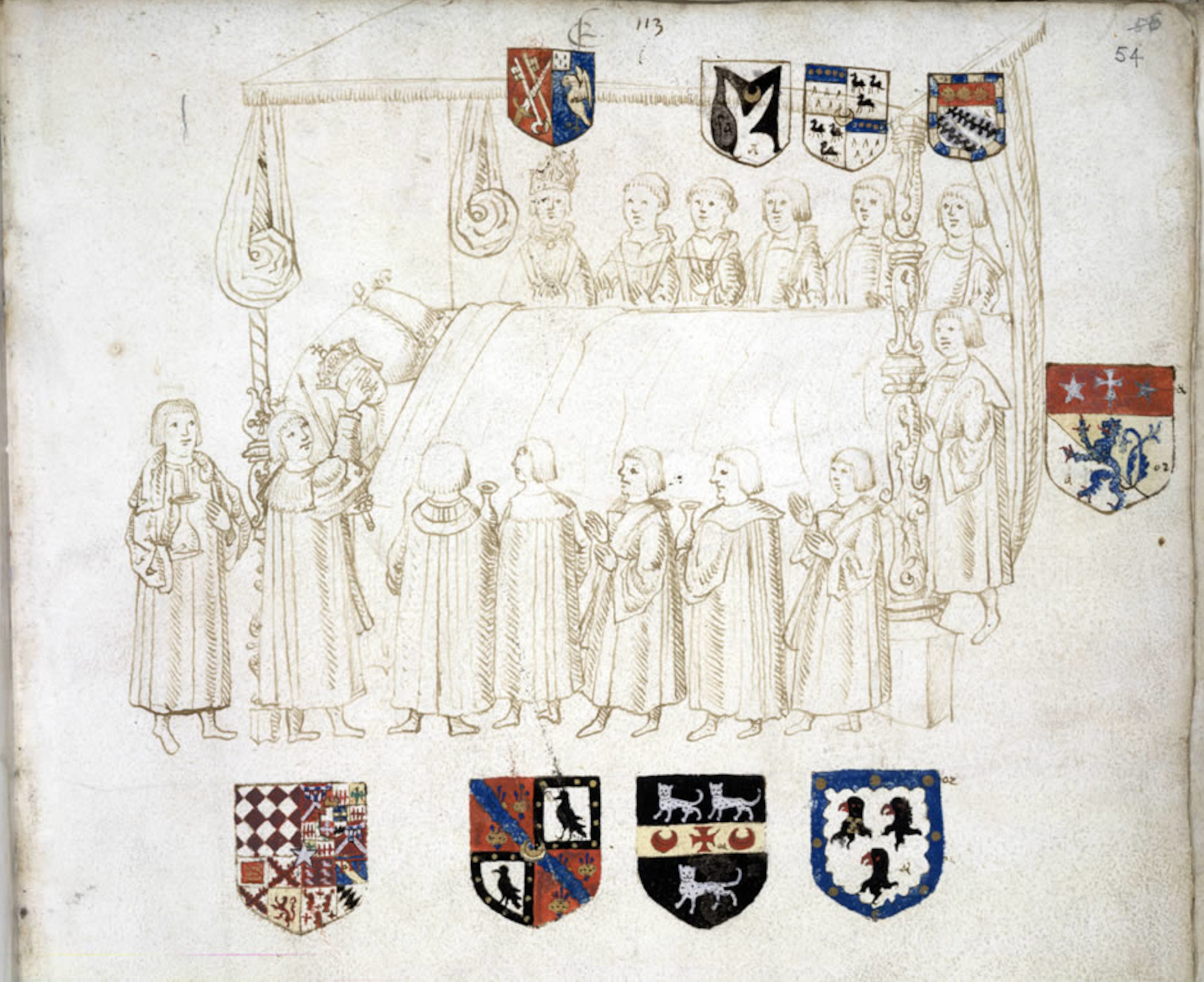
Momento della morte di Enrico VII. Tratto da un manoscritto medievale contemporaneo

In politica finanziaria, l'ultimo decennio di regno vide un inasprimento del carico fiscale sui sudditi. A testimonianza di ciò, l'umanista italiano anglicizzato Polidoro Virgili scrisse: «Egli infatti cominciò a trattare la sua gente con maggior durezza e severità di quanto fosse stata prima sua abitudine, allo scopo come egli stesso affermava, di ottenere che si mostrassero più che mai a lui obbedienti e sottomessi. Il popolo, però, aveva tutt'altra spiegazione di questo suo comportamento, persuaso com'era di soffrire, non per via dei propri peccati, ma per colpa della brama di possesso del monarca. Che questi fosse avido fin dall'inizio, non si può dirlo per certo; in seguito, però, la sua cupidigia divenne manifesta». Fatto sta che questi metodi di politica fiscale così serrati valsero a duplicare le entrate del Regno d'Inghilterra: «Il frutto delle terre della corona salì sotto il suo regno da 13 633 sterline a 32 630; il reddito delle dogane da circa 20 000 a 40 000.»

#### La morte
Con gli anni la tempra del re declinò sempre di più: nel 1503 morì l'amata moglie Elisabetta, in seguito a un parto travagliato. Enrico VII, negli ultimi anni di vita, invecchiò precocemente per via della tubercolosi di cui era affetto, morendo il 21 aprile del 1509 e lasciando un erede poco più che diciottenne, che però disistimava, e una madre sessantaseienne in qualità di esecutrice delle sue volontà.

## La cultura sotto Enrico VII

### I fermenti culturali e laHenry VII Chapel

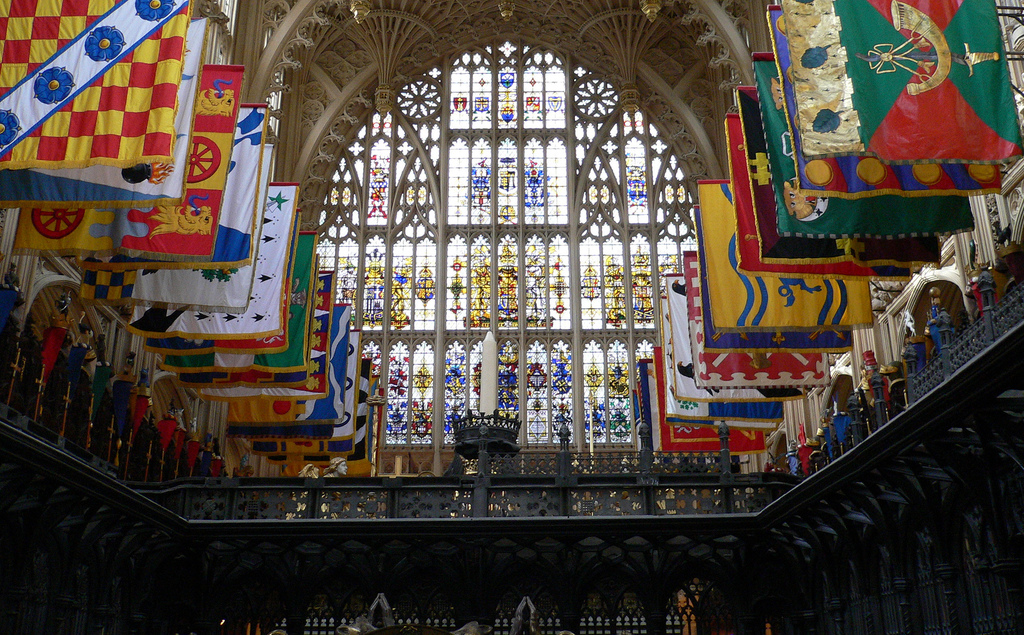
Particolare dell'interno della Henry VII Chapel

Benché Enrico VII non sia ricordato come un uomo di profonda cultura, il risanamento politico e finanziario del regno da lui operato favorì indirettamente la diffusione della cultura umanistica e i primi segni di quel Rinascimento inglese che fiorirà, principalmente, sotto il regno del figlio Enrico VIII e della nipote Elisabetta I. Il regno di Enrico VII, infatti, fu un periodo di transizione tra la letteratura medievale e quella umanistico-rinascimentale, in cui operarono Alexander Barclay e John Skelton, letterati protesi verso la nuova cultura ma ancora ancorati, per tematiche e stile, al Medioevo, e umanisti "maturi" quali William Grocyn, Thomas Linacre e, soprattutto, il platonico John Colet. A livello personale, re Enrico concentrò i suoi sforzi in iniziative culturali che potevano avere un fine pratico, in quanto volte a rinsaldare il prestigio della monarchia tudoriana. Fatto esemplare di questa concezione dell'arte posta al servizio dello Stato fu la costruzione della Henry VII Chapel, cappella realizzata all'estremità orientale dell'Abbazia di Westminster. Concepita inizialmente come luogo di culto ove poter venerare i resti mortali di Enrico VI — considerato come santo dalla popolazione e, per questo motivo, oggetto di propaganda da parte dei Tudor per rafforzare la loro posizione —, la cappella divenne poi il sepolcro dei sovrani inglesi (compreso Oliver Cromwell, fino alla restaurazione del 1661) fino a Giorgio II di Hannover (1727-1760). Elegantissimo ed ultimo esempio di architettura tardo-gotica, prima dell'avvento dello stile Tudor, la cappella fu probabilmente realizzata da Robert Janyns Jr. e, per la magnificenza e la raffinatezza degli interni, è considerata uno dei gioielli dell'arte britannica.

### La propaganda Tudor
Enrico VII non si limitò, in campo propagandistico, a patrocinare la costruzione della Henry VII Chapel quale luogo di culto per lo zio Enrico VI: oltre ad enfatizzare i suoi legami con i Lancaster e a mitizzare le origini dei Tudor, Enrico favorì l'elaborazione di scritti volti a distruggere l'immagine dei membri del casato degli York, affidandone l'incarico al già citato umanista Polidoro Virgili. Costui, nella sua Three Books of Polydore Vergil's English History, demonizzò le immagini di Edoardo IV e di Riccardo III, dipingendoli come esseri immorali coinvolti nei più scabrosi intrighi famigliari e politici. In sostanza, una visione ripresa in History of King Richard III di Moro e nella tragedia Riccardo III di William Shakespeare.

## La storiografia su Enrico VII

### Testimonianze dirette
(Polidoro Virgili, The Anglia Historia)
Così Polidoro Virgili ci delinea la figura fisica e spirituale del sovrano. In quanto panegirico scritto dopo la morte del sovrano, bisogna saper prendere questo documento come un elogio enfatizzante la figura del sovrano appena scomparso, benché i tratti somatici corrispondano effettivamente alla realtà, come si può desumere dalle fonti iconografiche e dalla maschera mortuaria. Riguardo alle qualità e ai vizi di Enrico VII, Virgili sottolinea alcuni elementi che troveranno riscontro anche in altre personalità contemporanee del primo sovrano Tudor, oppure nei posteri delle attività successive, in particolare la saggezza politica, l'amore per la pace e la giustizia, l'astuzia, la freddezza politica. Ecco un passo dell'orazione funebre del vescovo John Fisher:
Oltre alla propaganda ufficiale, testimonianze storiche dirette attestano il piacere di Enrico VII per la musica strumentale, per le gare sportive (lui stesso era un giocatore dello sport del tennis) e per i giochi da tavolo quali le carte, i dadi e gli scacchi. Arricchì, inoltre, lo zoo della Torre di Londra.

### La storiografia Tudor e Stuart

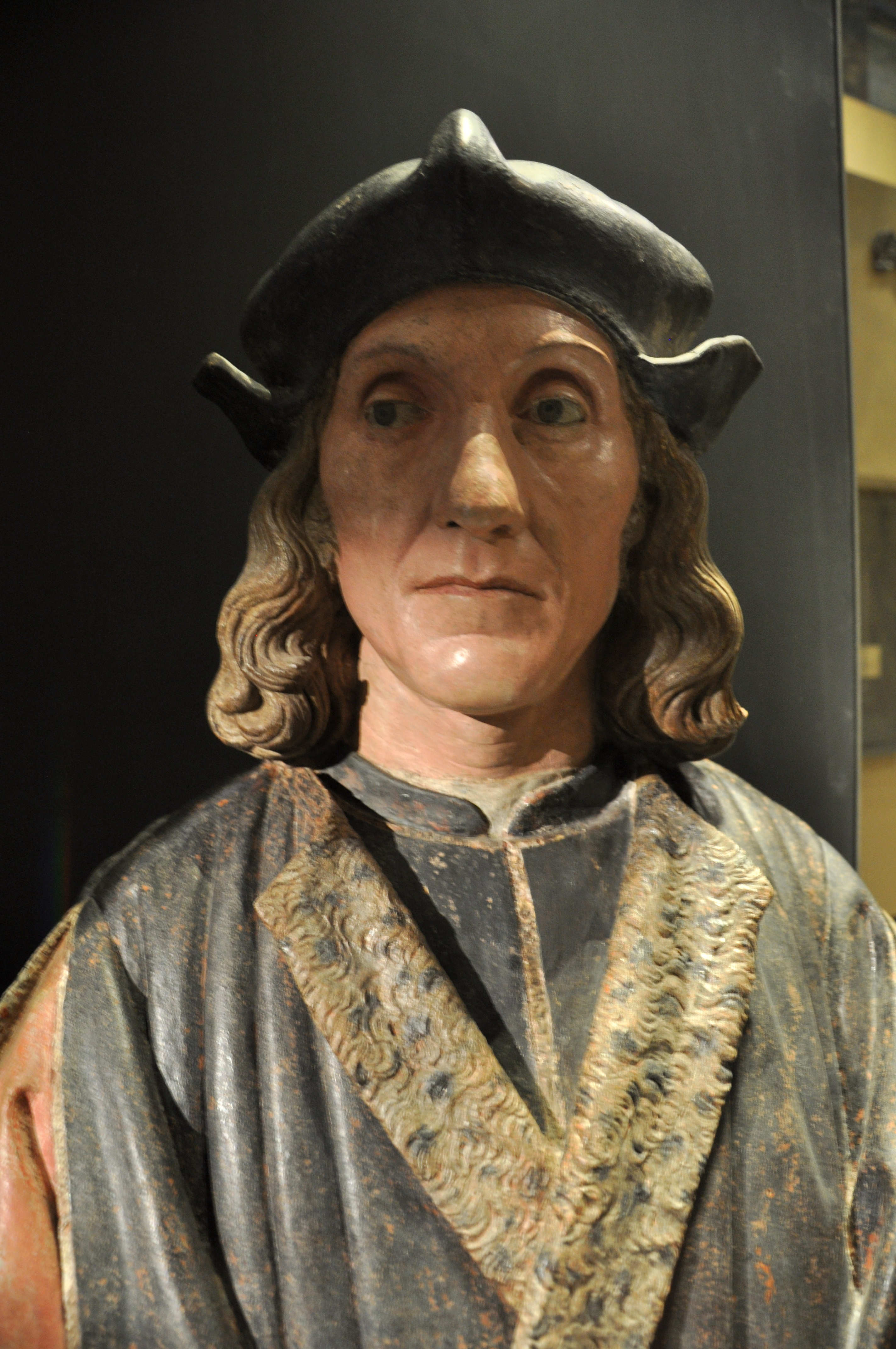
Busto di terracotta del sovrano realizzato dall'artista fiorentino Pietro Torrigiani

Edward Hall, Richard Grafton, John Stow, Tommaso Moro, John Fisher e Polidoro Virgili furono i primi intellettuali ad offrire un'immagine dell'azione politica di Enrico VII, concentrandosi dunque sul suo ruolo pacificatore dopo trent'anni di guerra civile. Tra costoro, solo Polidoro Virgili e John Fisher tratteggiarono anche il lato "umano" e non solo "regale" di Enrico, ma bisognerà aspettare la fine dell'era Tudor, con l'Historie of the Raigne of King Henry the Seventh, pubblicata nel 1622 dal filosofo e parlamentare Francesco Bacone, per avere un'opera che dipingesse ampiamente anche l'aspetto privato del fondatore della dinastia. Bacone, oltre ad elogiare Enrico quale il più grande legislatore che l'Inghilterra avesse mai avuto dai tempi di Edoardo I Plantageneto (1277-1307) e descriverlo come un principe prudente ed estremamente abile, lo dipinge al contempo come un uomo serio, freddo e avido, ricavando quest'ultima impressione dalla testimonianza di Virgili e contribuendo così a tramandarla nel corso dei secoli successivi. Difatti, la voce enciclopedica su Enrico VII compilata da James Gairdner per il Dictionary of National Biography (1891) rimarca l'avidità di Enrico e dei suoi consiglieri nelle estorsioni, «which were the principal blot on his reign», dove per blot si intende macchia.

### Giudizio storico su Enrico VII

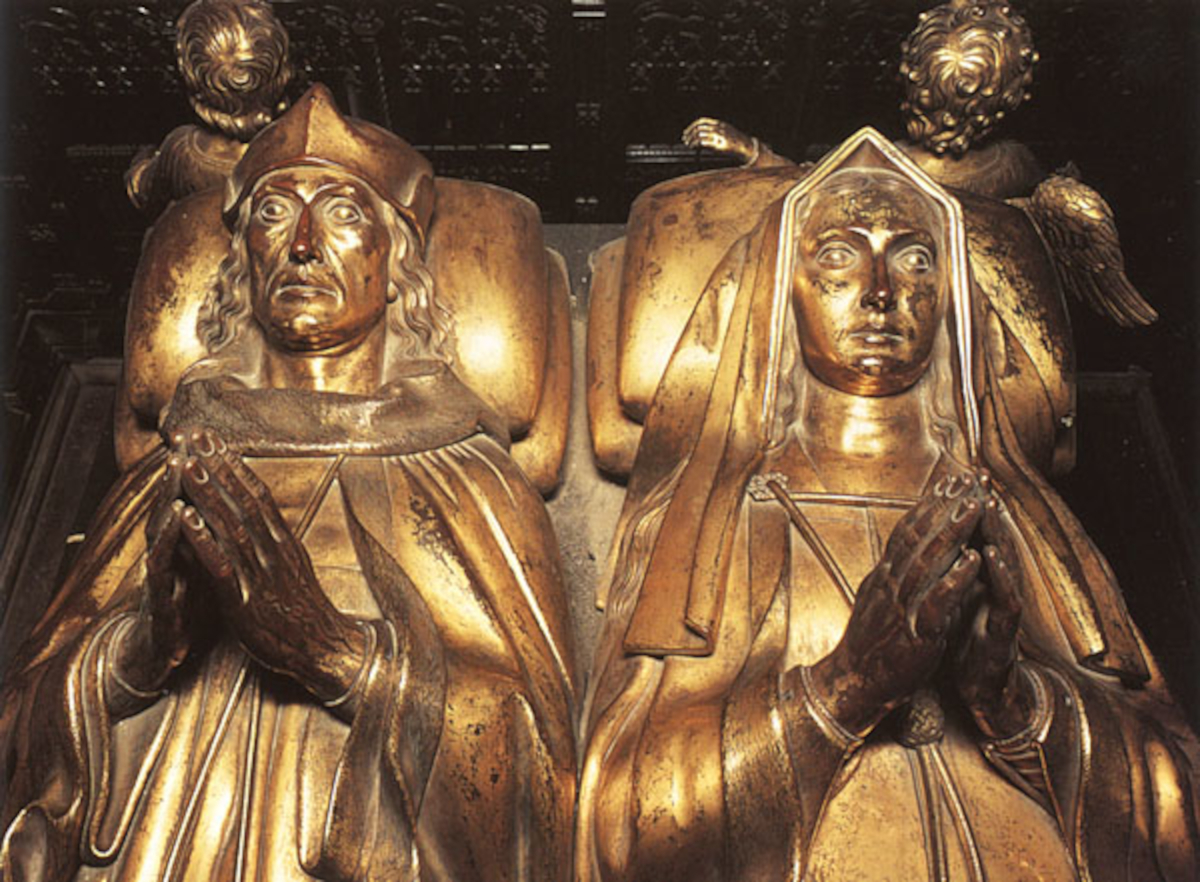
Particolare del monumento funebre di Enrico VII e di sua moglie, Elisabetta di York, situato nella Henry VII Chapel e realizzato dall'artista fiorentino Pietro Torrigiani

I giudizi contemporanei su Enrico VII sono perlopiù contrastanti. All'inizio del secolo la storica Gladys Temperley, nel suo saggio Henry VII del 1914, cerca da un lato di migliorare l'immagine del primo sovrano Tudor, non riuscendo nel contempo a sganciarsi dall'idea di un uomo corrotto, negli ultimi anni, dall'avarizia. Lo stesso giudizio offre, in tempi più recenti, Kenneth O. Morgan: sebbene sia duro nel giudicare i regni di Enrico VIII e di Elisabetta I, lo storico riconosce al primo Tudor l'abilità di gestire le finanze statali e l'amministrazione dello Stato, nonostante la sua presunta cupidigia. Tom Penn invece, nel suo libro The Winter King, tratteggia un uomo dedito soltanto alla riscossione delle tasse.
Benché enigmatico, freddo burocrate e abile manipolatore di uomini (vendette delle cariche governative per rimpinguare le casse statali), Enrico riuscì a dare all'Inghilterra quella stabilità e quella sicurezza che non godeva più dai tempi di Enrico V, cioè benessere economico, sicurezza legale e celerità negli atti governativi. Quest'ultima fu dovuta alla centralizzazione del potere monarchico, instaurando quello che alcuni storici definirono "assolutismo parlamentare", cioè un sistema di potere con il quale i Tudor esautorarono il Parlamento dalle sue funzioni di controllore della politica monarchica, in favore della Camera stellata e del consiglio privato (Privy Council) del sovrano. Tanto per dare un'idea, Enrico VII convocò il parlamento solo sette volte in ventiquattro anni di governo, cinque delle quali tra il 1485 e il 1495, cioè nei momenti critici delle sollevazioni di Simnel e di Warbeck. La saggia politica estera e l'oculata politica economica permisero al successore Enrico VIII di agire liberamente in campo militare (la guerra contro la Francia di Francesco I e quella contro gli scozzesi) allestendo un poderoso esercito, e di avviare la costruzione di sontuosi castelli. Inoltre ebbe un grande ruolo nello stabilire il vantato potere inglese sui mari dando inizio alla fondazione di quello che alla fine divenne il più vasto impero della storia, l'Impero britannico, grazie alle sopracitate azioni di ingegneria navale e al patronato esplorativo. L'opera di ricostruzione del regno, bisogna ammetterlo, fu però facilitata anche dallo stato di prostrazione in cui versava la nazione: in assenza di una vera e propria nobiltà di sangue — decimata nella guerra delle due rose — Enrico poté agire liberamente, senza rimanere vincolato nella gestione del potere dai grandi feudatari del regno e promuovere così membri del ceto medio borghese determinando una vera e propria rivoluzione del panorama sociale che caratterizzò i decenni successivi.

## Matrimonio e discendenza
Da Elisabetta di York Enrico ebbe:

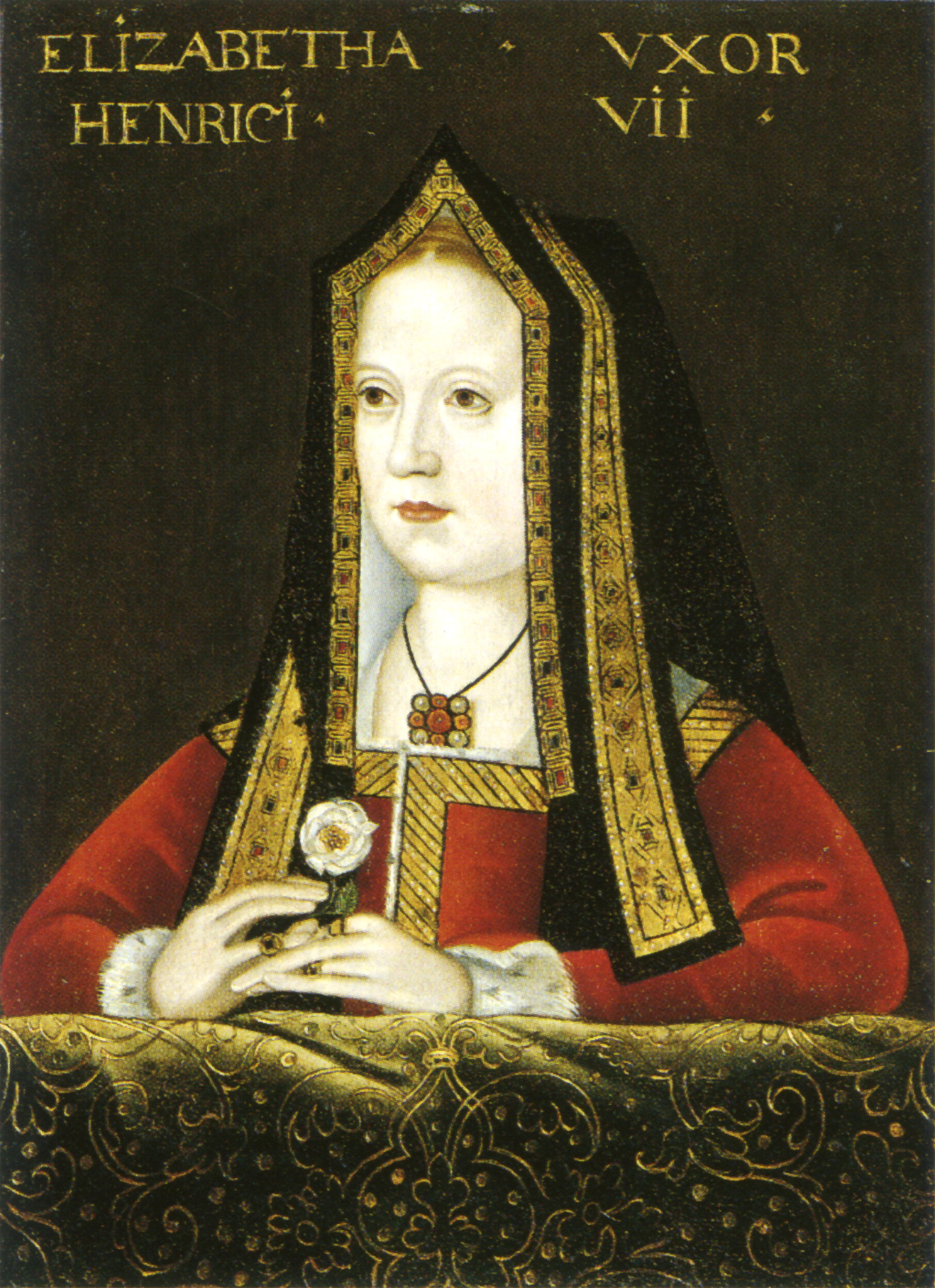
Elisabetta di York, consorte di Enrico VII

- Arturo, principe di Galles (1486 – 1502), che sposò nel 1501 l'infanta Caterina d'Aragona (1485 – 1536), figlia di due sovrani regnanti, il re Ferdinando II di Aragona e la regina Isabella di Castiglia.
- Margherita Tudor (1489 – 1541), che andò in sposa al re Giacomo IV di Scozia (1473 – 1513), successivamente ad Archibald Douglas, 6º conte di Angus, e infine a Henry Stewart, 1º Lord Methven.
- Enrico (1491 – 1547), re d'Inghilterra con il nome di Enrico VIII dal 1509 alla morte. Sposò in prime nozze la vedova di suo fratello Arturo, Caterina d'Aragona.
- Elisabetta Tudor (1492 – 1495).
- Maria Tudor (1496 – 1533), andata sposa nel 1514 al re Luigi XII di Francia (1462 – 1515) e, rimasta vedova, sposò Charles Brandon, I duca di Suffolk.
- Edmondo Tudor (1499 – 1500), duca di Somerset.
- Caterina Tudor (1503), morta una settimana dopo la nascita.

## Ascendenza
|                                   |                                    |                                            | Genitori                                                     |  |  | Nonni |  |  | Bisnonni          |  |  | Trisnonni        |  |
|                                   |                                    |                                            |                                                              |  |  |       |  |  | Maredudd ap Tudur |  |  | Tudur ap Goronwy |  |
|                                   |                                    |                                            |                                                              |  |  |       |  |  | Maredudd ap Tudur |  |  | Tudur ap Goronwy |  |
|                                   |                                    | Marged ferch Tomos                         |                                                              |  |  |       |  |  | Maredudd ap Tudur |  |  |                  |  |
| Owen Tudor                        |                                    |                                            |                                                              |  |  |       |  |  | Maredudd ap Tudur |  |  |                  |  |
|                                   |                                    | Margaret ferch Dafydd                      | Dafydd Fychan                                                |  |  |       |  |  |                   |  |  |                  |  |
|                                   |                                    | Margaret ferch Dafydd                      | Dafydd Fychan                                                |  |  |       |  |  |                   |  |  |                  |  |
|                                   |                                    | Margaret ferch Dafydd                      | Nest ferch Ieuan                                             |  |  |       |  |  |                   |  |  |                  |  |
| Edmondo Tudor                     |                                    | Margaret ferch Dafydd                      |                                                              |  |  |       |  |  |                   |  |  |                  |  |
|                                   |                                    | Carlo VI di Francia                        | Carlo V di Francia                                           |  |  |       |  |  |                   |  |  |                  |  |
|                                   |                                    | Carlo VI di Francia                        | Carlo V di Francia                                           |  |  |       |  |  |                   |  |  |                  |  |
|                                   |                                    | Carlo VI di Francia                        | Giovanna di Borbone                                          |  |  |       |  |  |                   |  |  |                  |  |
| Caterina di Valois                |                                    | Carlo VI di Francia                        |                                                              |  |  |       |  |  |                   |  |  |                  |  |
|                                   |                                    | Isabella di Baviera                        | Stefano III di Baviera                                       |  |  |       |  |  |                   |  |  |                  |  |
|                                   |                                    | Isabella di Baviera                        | Stefano III di Baviera                                       |  |  |       |  |  |                   |  |  |                  |  |
|                                   |                                    | Isabella di Baviera                        | Taddea Visconti                                              |  |  |       |  |  |                   |  |  |                  |  |
| Enrico VII d'Inghilterra          |                                    | Isabella di Baviera                        |                                                              |  |  |       |  |  |                   |  |  |                  |  |
|                                   | John Beaufort, I conte di Somerset | Giovanni Plantageneto, I duca di Lancaster |                                                              |  |  |       |  |  |                   |  |  |                  |  |
|                                   | John Beaufort, I conte di Somerset | Giovanni Plantageneto, I duca di Lancaster |                                                              |  |  |       |  |  |                   |  |  |                  |  |
|                                   | John Beaufort, I conte di Somerset | Katherine Swynford                         |                                                              |  |  |       |  |  |                   |  |  |                  |  |
| John Beaufort, I duca di Somerset | John Beaufort, I conte di Somerset |                                            |                                                              |  |  |       |  |  |                   |  |  |                  |  |
|                                   |                                    | Margaret Holland                           | Thomas Holland, II conte di Kent                             |  |  |       |  |  |                   |  |  |                  |  |
|                                   |                                    | Margaret Holland                           | Thomas Holland, II conte di Kent                             |  |  |       |  |  |                   |  |  |                  |  |
|                                   |                                    | Margaret Holland                           | Alice FitzAlan                                               |  |  |       |  |  |                   |  |  |                  |  |
| Margaret Beaufort                 |                                    | Margaret Holland                           |                                                              |  |  |       |  |  |                   |  |  |                  |  |
|                                   |                                    | John Beauchamp, di Bletso                  | Roger Beauchamp, de jure secondo Barone Beauchamp of Bletsoe |  |  |       |  |  |                   |  |  |                  |  |
|                                   |                                    | John Beauchamp, di Bletso                  | Roger Beauchamp, de jure secondo Barone Beauchamp of Bletsoe |  |  |       |  |  |                   |  |  |                  |  |
|                                   |                                    | John Beauchamp, di Bletso                  | Maria                                                        |  |  |       |  |  |                   |  |  |                  |  |
| Margaret Beauchamp di Bletso      |                                    | John Beauchamp, di Bletso                  |                                                              |  |  |       |  |  |                   |  |  |                  |  |
|                                   |                                    | Edith Stourton                             | Sir John Stourton, Sceriffo di Dorset e Somerset             |  |  |       |  |  |                   |  |  |                  |  |
|                                   |                                    | Edith Stourton                             | Sir John Stourton, Sceriffo di Dorset e Somerset             |  |  |       |  |  |                   |  |  |                  |  |
|                                   |                                    | Edith Stourton                             | Catherine Beaumont                                           |  |  |       |  |  |                   |  |  |                  |  |
|                                   |                                    | Edith Stourton                             |                                                              |  |  |       |  |  |                   |  |  |                  |  |

## Filmografia
- Richard III, regia di André Calmettes e James Keane (1912)
- L'usurpatore, (Tower of London), regia di Rowland V. Lee (1939)
- Riccardo III (Richard III), regia di Laurence Olivier (1955)
- Richard II Part 2: The Deposing of a King, episodio di An Age of Kings (1960)
- Henry VI Part 5: The Sun in Splendourg, episodio di An Age of Kings (1960)
- Richard III Part 2: The Boar Hunt, episodio di An Age of Kings (1960)
- John Cabot: A Man of the Renaissance, regia di Morten Parker - cortometraggio (1964)
- Thomas More, regia di Gerhard Klingenberg - film TV (1964)
- Edward IV, episodio di The Wars of the Roses (1965)
- Richard III, episodio di The Wars of the Roses (1965)
- Tower of London: The Innocent, regia di Jonathan Alwyn - film TV (1969)
- Caterina di Aragona (Catherine of Aragon), episodio di Le sei mogli di Enrico VIII - miniserie TV (1970)
- The Shadow of the Tower - miniserie TV (1972)
- The Foretelling, episodio di The Black Adder (1983)
- Riccardo III (Richard III), regia di Richard Loncraine (1995)
- Riccardo III - Un uomo, un re (Looking for Richard), regia di Al Pacino (1996)
- Henry VIII, regia di Pete Travis - miniserie TV (2003)
- Richard III, episodio di Historyionics (2004)
- Richard III, regia di Maximilian Day (2005)
- Princes in the Tower, regia di Justin Hardy - film TV (2005)
- The Shakespeare Comedy Show - serie TV, episodio 1x02 (2006)
- Richard III, regia di Scott Anderson (2008)
- The White Queen - miniserie TV (2013)
- Henry VI parte 2 e Riccardo III, episodi di The Hollow Crown: The war of The roses, BBC (2016)
- The White Princess - miniserie TV (2017)
- The Spanish Princess - serie TV (2019)

## Trattamento
Al tempo di re Enrico VII il trattamento d'onore riservato al sovrano non era ancora ben codificato. La titolatura utilizzata era in latino: Rex Angliae et Franciae et Dominus Hiberniae.